# Велика Британія
Вели́ка Брита́нія (англ. Great Britain), офіційна назва — Сполу́чене Королі́вство Вели́кої Брита́нії та Півні́чної Ірла́ндії (англ. the United Kingdom of Great Britain and Northern Ireland), скорочено — Сполу́чене Королі́вство (англ. the United Kingdom) — суверенна держава, розташована на північному заході від Континентальної Європи, на Британських островах. Територія включає острів Велика Британія, північну частину острова Ірландія та численні невеликі острови. Північна Ірландія — єдина частина Сполученого Королівства, що має суходільний кордон з іншою суверенною країною — Республікою Ірландією. Усі інші кордони водні: Сполучене Королівство оточене Атлантичним Океаном, Північним морем, Англійським каналом та Ірландським морем, що утворює 12-ту за довжиною берегову лінію у світі. Ірландське море лежить між Великою Британією й Ірландією.
Сполучене Королівство — унітарна держава і конституційна монархія з парламентською системою управління. Нинішній монарх — король Чарльз III. Королева Єлизавета II, яка панувала з 1952 до 2022, була главою держави, що правила найдовше. Столиця Королівства і його найбільше місто — Лондон, глобальний міський і фінансовий центр з населенням у 10,3 мільйона осіб. Інші важливі міста: Бірмінгем, Манчестер, Глазго, Лідс і Ліверпуль.
Королівство об'єднує чотири історичні провінції (англійською — «країни»): Англію, Північну Ірландію, Шотландію та Уельс, столицями яких є Лондон, Белфаст, Единбург і Кардіфф відповідно. Три з цих країн мають національні уряди з різним ступенем повноважень, щоправда, їхня влада делегована парламентом Великої Британії, який може ухвалювати закони в односторонньому порядку, однобічно змінюючи або скасовуючи деволюцію (Англія не має жодної делегованої влади). Острів Мен, розташований поблизу, Гернсі та Джерсі не входять до складу Великої Британії, оскільки є коронними володіннями з британським урядом, відповідальним за їхню оборону й міжнародне представництво. Сполучене Королівство володіє 14 заморськими територіями. Британський вплив можна спостерігати в мові, культурі та політичних системах багатьох її колишніх колоній.
Сполучене Королівство — розвинена країна, п'ята у світі за номінальним ВВП і дев'ята за ВВП з урахуванням купівельної спроможності. Королівство має економіку з високим рівнем доходу та посідає дуже високе, 14-те місце в індексі людського розвитку. У XIX ст. і в першій половині XX ст. країна була економічно найпотужнішою країною світу і досі зберігає значний економічний, культурний, військовий, науковий та політичний вплив. Велика Британія — ядерна держава і посідає шосте місце у світі за військовими витратами. Сполучене Королівство є постійним членом Ради безпеки ООН з моменту її заснування.
Королівство є провідним членом Співдружності націй, Ради Європи, Великої сімки, Великої двадцятки, НАТО, Організації економічного співробітництва та розвитку, Інтерполу та Світової організації торгівлі. До 31 січня 2020 року була членом Європейського Союзу, а до цього — її попередника, Європейської економічної спільноти протягом 47 років.

## Етимологія

### Походження слова «Велика» в назві «Велика Британія»
Клавдій Птолемей у своїй праці «Альмагест» (147—148 н. е.) називає більший острів «Велика Бретань» (дав.-гр. μεγάλης Βρεττανίας), а Ірландію називає «Малою Бретанню». У своїй пізнішій роботі «Географія» (150 р. н. е.) він називає ці острови «Альвіон», «Івернія» і «Мона» (острів Мен). Припускають, що ці назви не були відомі йому під час написання «Альмагеста». Назва «Альбіон», мабуть, вийшла з ужитку через деякий час після завоювання островів римлянами; острів стали називати «Великою Британією».
Після англо-саксонського періоду назва «Британія» стала згадуватися тільки як історичний термін. Джеффрі Монмутський у своїй псевдоісторичній праці «Історія правління Британії» називає країну «Великою Британією», яку відділяє від «Малої Британії» — області в континентальній Європі, де селилися кельтські переселенці з Британських островів у V—VI столітті. Назву «Велика Британія» вперше використано офіційно 1474 року в листі з пропозицією про шлюб між Сесілією, дочкою Едуарда IV Англійського, та Яковом, сином Якова III Шотландського, в якому сказано «цей благородний острів, званий Великою Британією». Офіційно це слово прозвучало знову в 1604 році, коли король Джеймс VI проголосив себе «Королем Великої Британії, Франції та Ірландії».

### Використання назви «Велика Британія»
Великою Британією називають острів, на якому розташовані Англія, Шотландія і Уельс; в українській мові термін є також найпоширенішим позначенням Сполученого Королівства.
В англійській мові акроніми GB і GBR використовують у документах для позначення Сполученого Королівства в деяких міжнародних організаціях, як-от Міжнародна поштова організація, спортивні команди, НАТО, Міжнародна організація стандартизації, також використовують у міжнародних кодах.
В інтернеті домен «.uk» використовують для позначення сайтів, що належать Сполученому королівству. Домен «.gb», який використовували раніше, застарів, і нові реєстрації сайтів на нього не приймаються.
Назву «Команда GB» використовує Британська олімпійська асоціація для іменування команди Великої Британії та Північної Ірландії на олімпійських іграх. Ще одним прикладом використання назви «Британія» замість «Сполученого Королівства» є використання назви «Гран-прі Великої Британії» в автоспорті.

## Географічне положення

### Рельєф
Див. Географія Великої Британії

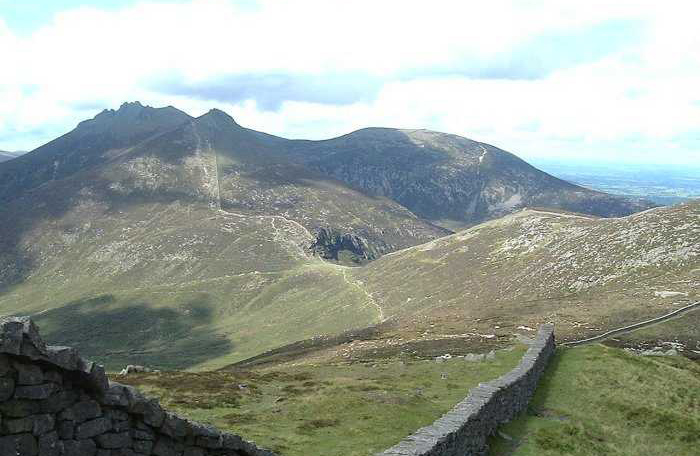
Гори та кам'яний мур в Північній Ірландії

Рельєф центральної і південно-східної частин Великої Британії горбисто-рівнинний; у Шотландії, Уельсі і Ольстері переважають невисокі гори й височини, сильно згладжені льодовиками та річковою ерозією. Півострів Уельс зайнятий Кембрійськими горами, на південь від Шотландії розташовані Пеннінські й Камберлендські гори. Найвищі гори Великої Британії розташовані на Північно-Шотландському нагір'ї. Гора Бен-Невіс, розташована недалеко від верхів'я затоки Лох-Лінне, підіймається до висоти 1343 м над рівнем моря, а в районі перетину цього нагір'я і Грампіанських гір декілька вершин перевищують 1200 м. Головні річки: Темза, Северн, Трент, Мерсі.
За особливостями рельєфу територія Великої Британії поділяється на дві основні області. Висока Британія (включаючи Північну Ірландію), розташована на півночі та заході країни, підстилається стійкими давніми корінними породами і являє собою переважно сильно розчленовані височини й менш поширені низовини. На півдні й сході розташована Низька Британія, характерна горбистим рельєфом, невеликими височинами й декількома гірськими районами; у її основі залягають молодші осадові породи. Кордон між Високою і Низькою Британією проходить приблизно в південно-західному напрямі від Ньюкасла в гирлі р. Тайн до Ексетера в гирлі р. Екс на півдні Девона.

### Клімат
Клімат Сполученого Королівства помірно океанічний з великою кількістю дощів протягом усього року. Температури змінюються залежно від сезону, проте рідко падають нижче від −12 °C або підіймаються вище від 35 °C. Основні вітри йдуть з південного заходу і часто приносять холодну і мокру погоду з Атлантичного океану, проте східні частини країни переважно захищені від цих вітрів, і оскільки основна частина опадів випадає в західних регіонах, східні найсухіші. Атлантичні течії, розігріті Гольфстримом, приносять м'які зими; іноді взимку і ранньою весною бувають снігопади, хоча сніг звичайно лежить недовго.
 Див. також Геологія Великої Британії, Гідрогеологія Великої Британії.

## Історія

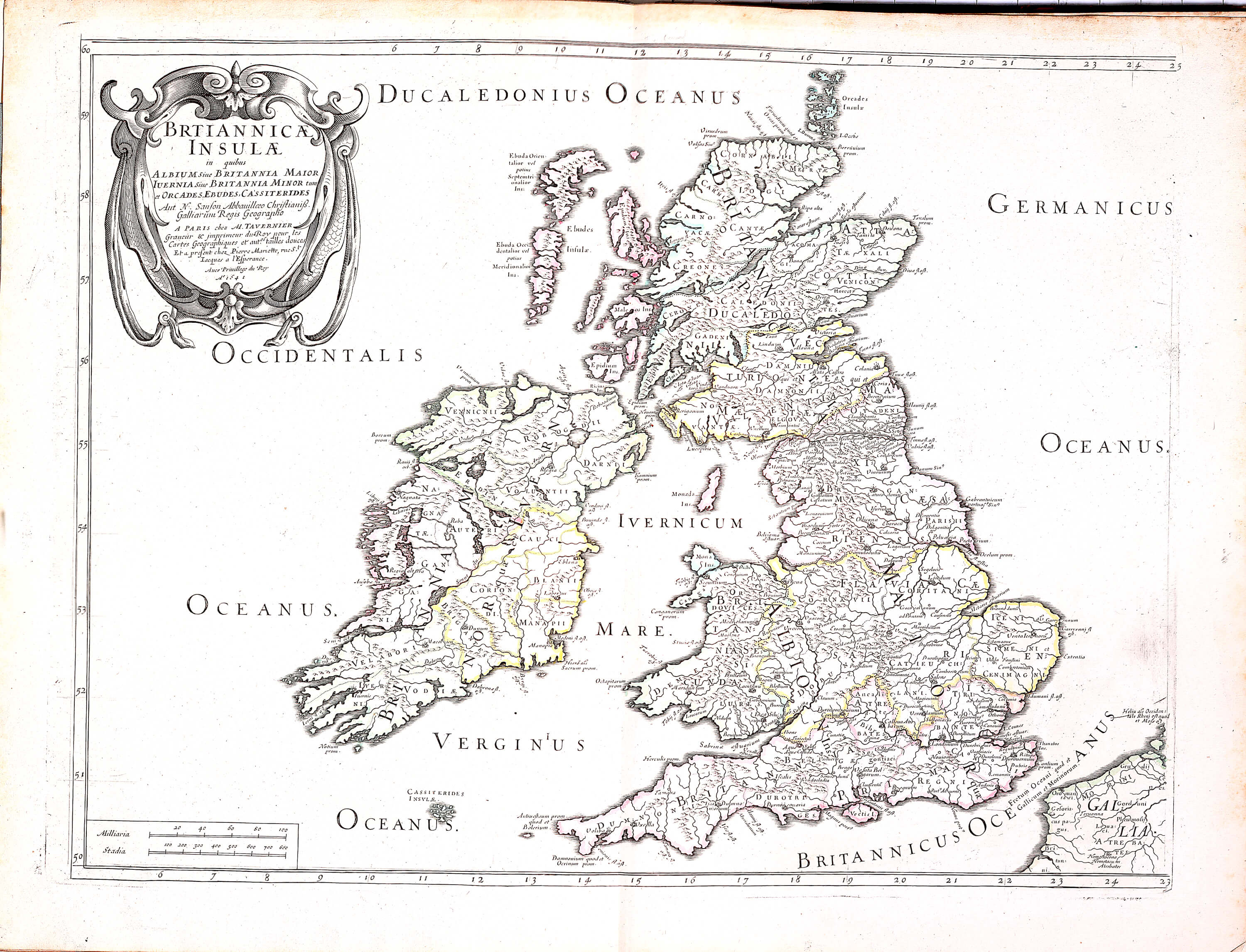
Нікола Сансон. Мапа Англії, Шотландії та Ірландії. 1651

### Новітня історія
Акт про Союз між Англійським й Шотландським королівствами ухвалено 1707 року, Акт про Унію 1801 об'єднав Королівство Великої Британії й Ірландське королівство. До середини XX століття Британія була центром найбільшої у світі Британської імперії.
Закони про Реформу 1832—1867 рр. надали право голосу робітничому класу, в 1911 влада Палати лордів була обмежена.
Британія була одним із головних союзників, які перемогли Центральні держави в Першій світовій війні (1914—1918). Поряд зі своїми французькими, російськими й (після 1917 року) американськими колегами британські збройні сили були залучені на більшій частині території Британської імперії та в кількох регіонах Європи, зокрема на Західному фронті. Велика кількість смертей під час позиційної війни спричинила втрату більшої частини покоління чоловіків, що призвело до тривалих наслідків і значної руйнації соціального порядку. Великобританія зазнала 2,5 мільйона втрат і закінчила війну з величезним державним боргом. Наслідки війни переконали уряд розширити право голосу на національних і місцевих виборах за допомогою Закону про народне представництво 1918 року. Після війни Великобританія стала постійним членом Виконавчої ради Ліги Націй і отримала мандат на колишні німецькі й османські колонії. Під керівництвом Девіда Ллойда Джорджа Британська імперія досягла свого найбільшого розмаху, охоплюючи п'яту частину земної поверхні та чверть її населення.
Закон про Внутрішнє управління інкорпорував північно-східну Ірландію (Ольстер) в Об'єднане Королівство Великої Британії й Північної Ірландії. У 1921 Ірландія, крім Ольстера, стала домініоном. Перший лейбористський уряд очолив Рамсей Макдональд, в 1924. Загальний страйк відбувся в 1926; безробіття сягнуло 3 млн в 1931. Після початку Другої світової війни 1939—1945 рр. до влади прийшов коаліційний уряд з Вінстоном Черчиллем на чолі 1940—1945.
Сполучене Королівство було однією з «Великої трійки» держав (поряд із США та Радянським Союзом), які зібралися, щоб спланувати післявоєнний світ. Британія стала першим підписантом Декларації ООН і однією з п'яти постійних країн-членів Ради Безпеки ООН. Тісно співпрацювала зі Сполученими Штатами для створення МВФ, Світового банку й НАТО. Друга світова війна залишила Сполучене Королівство серйозно ослабленим і фінансово залежним від плану Маршалла, але на британській території не було тотальної війни, що спустошила Східну Європу.
У перші післявоєнні роки лейбористський уряд під керівництвом Клемента Еттлі розпочав радикальну програму реформ, яка суттєво вплинула на британське суспільство в наступні десятиліття. Основні галузі промисловості та комунальні підприємства націоналізовано, створено державу загального добробуту, з'явилася всеохоплююча система охорони здоров'я, що фінансується державою, Національна служба охорони здоров'я. Зростання націоналізму в колоніях призвело до політики деколонізації: Індія та Пакистан здобули незалежність 1947 року. Протягом наступних трьох десятиліть більшість колоній Британської імперії здобула незалежність, багато з них стали членами Співдружності націй.
Велика Британія стала третьою країною, яка розробила власну ядерну зброю (з першим випробуванням атомної бомби в 1952 році), але післявоєнні межі міжнародної ролі Британії були проілюстровані Суецькою кризою 1956 року. Тим не менш поширення англійської мови забезпечило постійний вплив її літератури й культури у світі. Через нестачу робочої сили в 1950-х роках уряд заохочував імміграцію з країн Співдружності. У наступні десятиліття Велика Британія стала більш багатоетнічним суспільством. Попри підвищення рівня життя наприкінці 1950-х і 1960-х років економічні показники Великої Британії були менш успішні, ніж у багатьох її основних конкурентів, таких як Франція, Західна Німеччина і Японія.
Пряме керування Північною Ірландією з Вестмінстера введено в 1972 р. Сполучене Королівство приєдналося до ЄС в 1973. Лейбористи замінили консерваторів після страйку шахтарів 1974; консерватори повернулися до влади властей на чолі з Маргарет Тетчер в 1979. Соціал-демократичну партію створено в 1981. Безробіття перевищило 3 млн. Війна на Фолклендських островах в 1982. Ще один страйк шахтарів, найтриваліший в історії Великої Британії, трапився в 1984—1985. Безладдя в 1990 при введенні подушного податку. Британські війська брали участь у війні в Перській затоці в 1990—1991. 1991 року Джон Мейджор замінив Марґарет Тетчер на посаді прем'єр-міністра. Економічний спад тривав. Уряд ратифікував Маастрихтський договір в 1993. У грудні 1993 висунуто мирні пропозиції розв'язання проблеми Північної Ірландії разом з ірландським урядом (Декларація Даунінг Стріт).
2003 року у Великій Британії сталося масштабне відключення електроенергії, тільки в метро залишилися в ізоляції 250000 пасажирів, яких довелося евакуювати.
31 січня 2020 року Велика Британія вийшла із ЄС.

### Пандемія коронавірусу
У 2020 році Велика Британія стала одним з епіцентрів пандемії коронавірусу у світі та в Європі зокрема. До цього призвела політика уряду країни. Спочатку оголосили, що населення має перехворіти на новий вірус і виробити до нього імунітет. Згодом від цієї ідеї відмовилися і в країні 23 березня ввели карантин. Станом на 18 квітня в країні було понад 114 000 інфікованих і понад 15 000 смертей. На початку травня країна вийшла за показниками інфікованості на друге-третє місце у світі після США та Росії і друге після США — за смертністю. Однак її обігнали Росія та Бразилія.

## Адміністративний поділ
Сполучене Королівство складається з 4 головних адміністративно-політичних частин (історичних країн):
- Англія (39 графств, 8 метрополітенських графств та Великий Лондон), адміністративний центр — Лондон;
- Уельс (22 унітарні утворення: 9 графств, 3 міста й 10 міст-графств), адміністративний центр — Кардіфф;
- Шотландія (32 області: 9 округів і 3 загальні території), адміністративний центр — Единбург;
- Північна Ірландія (26 округів), адміністративний центр — Белфаст.

Британські заморські території

Залежні території (столиця):
Європа
- Акротирі та Декелія (Епіскопі);
- Гібралтар;
- Мен (Даґлас);
- Нормандські острови:
  -  Ґернсі (Сент-Пітер-Порт),
  -  Джерсі (Сент-Гелієр),
  -  Герм,
  -  Олдерні (Сент-Енн),
  -  Сарк.

Карибські острови
- Ангілья (Валлі);
- Британські Віргінські острови (Род-Таун);
- Кайманові острови (Джорджтаун);
- Монтсеррат (Плімут);
- Теркс і Кайкос (Коберн-Таун).

Атлантичний океан
- Бермудські острови (Гамільтон);
- Острови Святої Єлени, Вознесіння і Тристан-да-Кунья (Джеймстаун);
- Південна Джорджія та Південні Сандвічеві острови (Кінг-Едвард-Пойнт).
- Фолклендські острови (Порт-Стенлі).

Тихий океан
- Піткерн (Адамстаун).

Індійський океан
- Британська територія в Індійському океані (військова база на Дієго-Гарсія).

Антарктика
- Британська антарктична територія (Ротера).

## Населення

Щільність населення країни

### Расово-етнічний склад
Протягом сторіч люди мігрували до Британських островів із багатьох частин світу, деякі, щоб уникнути політичного або релігійного переслідування, інші, щоб знайти краще життя або уникнути бідності. Переселенці з Європейського материка приєднувалися до місцевого населення Британії в часи Римської Імперії й протягом вторгнень англів, саксів, ютів, данців і норманів. Сюди також прибувало багато ірландців. Євреї прибули до Британії наприкінці 19-го сторіччя і в 1930-х. Після 1945 року у Великій Британії поселилось багато інших біженців із різних європейських країн. Великі громади переселилися з Вест-Індії та південної Азії у 1950—1960-х роках. Є також значні громади американців, австралійців і китайців, а також інших європейців, як-от, наприклад, греки, українці, поляки, серби, естонці, латиші, вірмени, італійці та іспанці, росіяни. На початку 1970-х у країну починають прибувати значні маси іммігрантів із Латинської Америки, Південно-Східної Азії та Шрі-Ланки. Люди з Індії, Пакистану і Бангладешу — це більш ніж половина від загальної етнічної чисельності некорінного населення, а люди Вест-Індійського походження — наступна найбільша група. Населення іноземного походження сконцентроване переважно у великих англійських містах, в особливості, у Лондоні, Бірмінгемі, Манчестері, меншою мірою у Лідсі, Глазго, Ліверпулі, Саутгемптоні.
| Етнічна група                       | Кількість, 2011 | Частка, 2011 |
| ----------------------------------- | --------------- | ------------ |
| Білі                                | 55 010 359      | 87,1         |
| Білі британці                       | 51 736 290      | 81,9         |
| Білі: Цигани/Переселенці/Ірландці   | 63 193          | 0,1          |
| Азіати/Азіатобританці: Індійці      | 1 451 862       | 2,3          |
| Азіати/Азіатобританці: Пакистанці   | 1 174 983       | 1,9          |
| Азіати/Азіатобританці: Бенгальці    | 451 529         | 0,7          |
| Азіати/Азіатобританці: Китайці      | 433 150         | 0,7          |
| Азіати/Азіатобританці: Інші         | 861 815         | 1,4          |
| Чорні/Африканці/Кариби/Афробританці | 1 904 684       | 3,0          |
| Змішані                             | 1 250 229       | 2,0          |
| Інші                                | 580 374         | 0,9          |
| Разом                               | 63 182 178      | 100          |

Прогноз Коулмана щодо расово-етнічного складу Великої Британії, 2010

Станом на 2021 рік білі британці і досі складають абсолютну більшість населення, проте протягом останніх десятиліть завдяки міграційній політиці їхня частка стрімко зменшується. Так, за переписом населення 2001 року вони складали 87 % населення Англії, 2011 року — 79 %, а 2021-го — усього 73 %. У Вельсі динаміка подібна: 96 %, 93 % і 90 % відповідно. Ба більше, зменшується також і чисельність білих британців.
У 2010 році демограф Девід Коулман опублікував дослідження, під час якого він прогнозує майбутній демографічний спад білих британців у Британії, вказуючи, що вони стануть меншістю у Бірмінгемі та Лондоні протягом 2020-х років. Він також підрахував, що приблизно з 2056 по 2066 рік тенденція до зменшення частки білого населення призведе до того, що у Великій Британії білі стануть меншиною. Ним було розглянуто декілька сценаріїв. За одним із них, якщо іміграція складатиме до 254 тисяч осіб на рік, а еміграція білих британців — 74 тисяч осіб на рік, до 2051 року білі британці зменшаться до 59 % від загальної кількості населення, інші білі становитимуть 10 %, а небілі — 31 % населення. До 2066 року це неминуче призведе до того, що білі британці стануть меншиною. Проте динаміка міграції небілого населення, яка була актуальною на момент проведення та публікації дослідження, тільки посилилася: так, у 2022 році сальдо міграції становило понад 600 тисяч, з яких 100 % складають мігранти з країн поза межами ЄС.
Ці прогнози також розділяє демограф із Оксфордського університету Пол Морланд, який також бачить причину зменшення долі білих британців у міграційній політиці британського уряду.

### Мови

Поширення валлійської мови у різних графствах Уельсу

Усі основні мови, якими розмовляють у Сполученому Королівстві, належать до сім'ї індоєвропейських мов.
Із сучасних мов найраннішими є дві форми кельтської мови: гельська мова (з якої походить ірландська, шотландська (гельська) та менська) і бритська мова (з якої походить відроджувана корнська та сучасна валлійська мови). Серед сучасних кельтських мов валлійська мова є найпоширенішою: приблизно одна п'ята частина від загальної чисельності населення Уельсу вважає її рідною, і вона є обов'язковим предметом у школах Уельсу. Більшість носіїв шотландської мови серед мешканців Зовнішніх Гебридських островів і Ская. Менше ніж 2 відсотки шотландців можуть говорити шотландською мовою, і вона ніколи не була загальнонаціональною мовою Шотландії. Навіть у північно-західних областях, де вона є мовою релігії, бізнесу і соціальної діяльності, шотландська мова відстає. Так само менська мова більше не має носіїв, хоча в 1870 році близько половини людей говорили нею. Останні носії корнської мови померли у XVIII сторіччі, але нині ця мова відроджується зусиллями ентузіастів.
Істотно вплинули на англійську мову північна германська прамова і західна германська. Сучасна англійська мова походить переважно від германських діалектів, якими розмовляли англи, сакси і юти (які прибули до Британії в V сторіччі нашої ери). Також на англійську сильно вплинула мова вікінгів, які почали здійснювати набіги на Британські острови близько 790 року і згодом колонізували північні та східні частини Англії.
Під правлінням нормандських та анжуйських королів Англія була частиною континентальної імперії. Тривалий зв'язок з Францією, який зберігали нові правителі та землевласники, дуже вплинув на англійську мову. Ця гібридна мова, що комбінувала англосаксонські та нормандські діалекти, розвинулася і стала де-факто державною мовою, іноді вона навіть витісняла латинську мову в публічних документах. Так було до середини XIV сторіччя, коли почала формуватися пізня середня англійська мова, яка згодом стала де-факто державною.
Діалекти англійської мови, якими розмовляє переважна більшість населення Шотландії, часто виділяють в окрему шотландську мову, яка фактично може розглядатися як національна мова Шотландії.

### Релігія

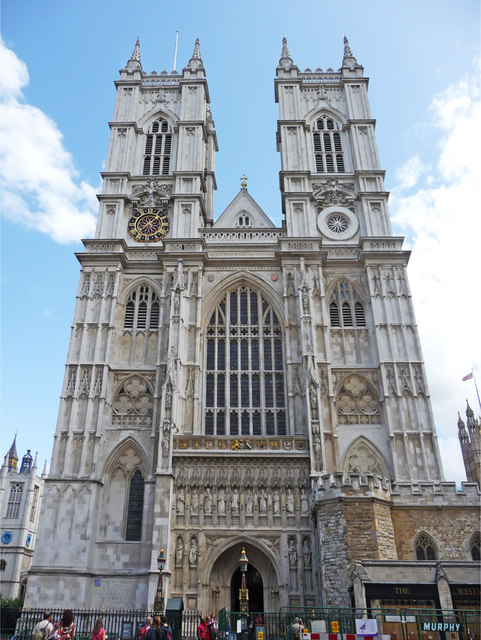
Вестмінстерське абатство

У Сполученому Королівстві з'явилися різні християнські напрямки через розкол церкви протягом століть. Найбільша з них з'явилася в Англійському королівстві в XVI сторіччі, коли Генріх VIII відхилив верховенство папи римського. Цей розрив із Римом полегшив ухвалення деяких протестантських доктрин та утворення англіканської церкви, яка стала державною церквою Королівства Англія, хоча римський католицизм зберіг прихильників. У Шотландії Реформація дала початок шотландській церкві, якою управляли органи місцевого самоуправління, які складались з міністрів і старійшин, а не єпископів, як було заведено в Королівстві Англія. Римський католицизм в Ірландії був майже не потривожений цими подіями, але на території, що пізніше стали називати Північною Ірландією, англіканські та шотландські (пресвітеріанські) церкви мали багато прихильників. У 17-му столітті подальші схизми розділили англіканську церкву, в особливості, пуританський рух, який дав початок так званим нонконформістським сектам, як, наприклад баптистській і конгреґаціоналістській. Релігійні відродження середини 18-го сторіччя дали Уельсу форму протестантства близько зв'язану з уельською мовою; Пресвітеріанська Церква Уельсу (або Кальвінійський Методизм) залишається найзначнішою релігійною організацією в князівстві. У Нортумберленді, Даремі і Йоркширі в північно-східній Англії та Корнуолі на південно-західному півострові все ще нараховується багато методистів. Секти зі Сполучених Штатів також отримали прихильників і було відмічене збільшення в практиці юдаїстів у Британії.
У 1290 більшість євреїв була вигнана з Британії, це було відображенням середньовічного антисемітизму. Перша єврейська громада повернулася в Британію в 17-му сторіччі, а в 19-му ст. євреї вже поселилися в багатьох великих провінційних містах. Більш ніж половина всіх британських євреїв живе в Лондоні. Британія зараз займає друге місце в Європі за кількістю єврейських громад.

## Політика
Сполучене королівство — конституційна монархія, яку очолює король або королева. Форма правління — парламентська монархія. Під конституцією розуміється сукупність різних документів, що регулюють питання конституційного характеру. Сюди належать статути або акти парламенту (наприклад, Велика хартія вольностей 1215 року і Білль про права 1689 року), судові прецеденти, неписані звичаї та угоди.
У Великій Британії конституція не кодифікована, тобто у вигляді окремої книжечки з назвою «Конституція» не існує. Проте елементи британської конституції цілком оформлені у вигляді письмових документів. Таким документом можна вважати, наприклад, Велику хартію вольностей, де сказано: «Жодна вільна людина не може бути схоплена, поміщена у в'язницю, позбавлена власності, оголошена поза законом, заслана або будь-яким іншим чином принижена…окрім як на підставі законного рішення суду або за законом країни». Письмовими документами є також конституційні закони, що приймаються парламентом. Ці закони парламент має право як прийняти, так і скасувати в ході довершеної звичайної процедури, так що жодного потрясіння зміни конституції в цьому випадку не викликають. Особливості британської некодифікованої конституції пояснюються тим, що вона формувалася століттями. Зокрема, Вінстон Черчилль писав про час з кінця XVII до початку XVIII століття: «Тоді було зібрано весь великий англійський спадок з періоду Великої хартії вільностей і навіть з самих первісних часів і в абсолютно сучасному для нас вигляді сформульовано ставлення держави до релігії та підпорядкування корони парламенту». Втім, в британській некодифікованій конституції є й окремі елементи, які ніде не записані, а диктуються тільки традицією. Наприклад, проводити загальні вибори щочетверга.

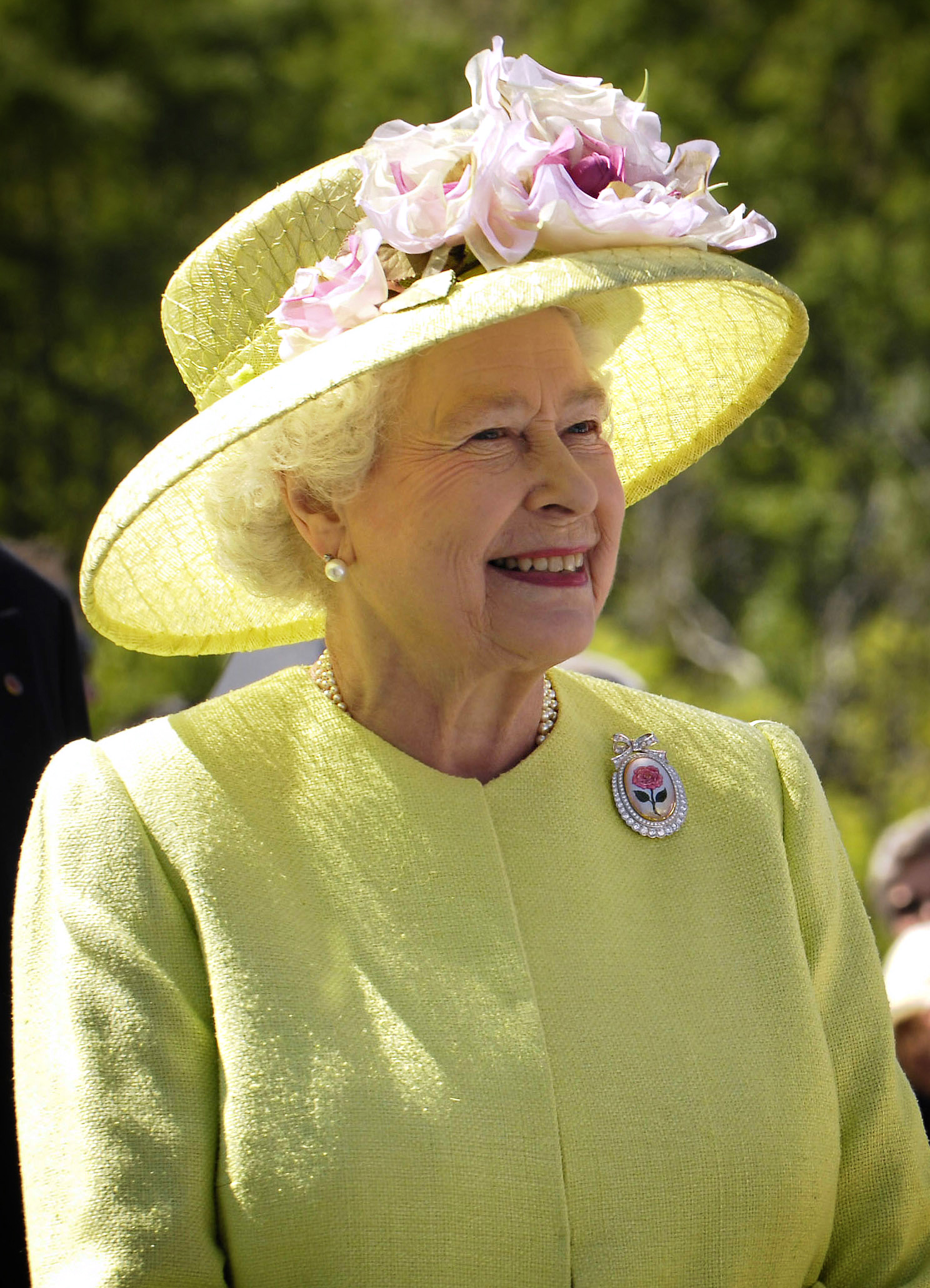
Єлизавета II, Королева Великої Британії та Співдружності Націй (1952—2022)

### Національні адміністрації

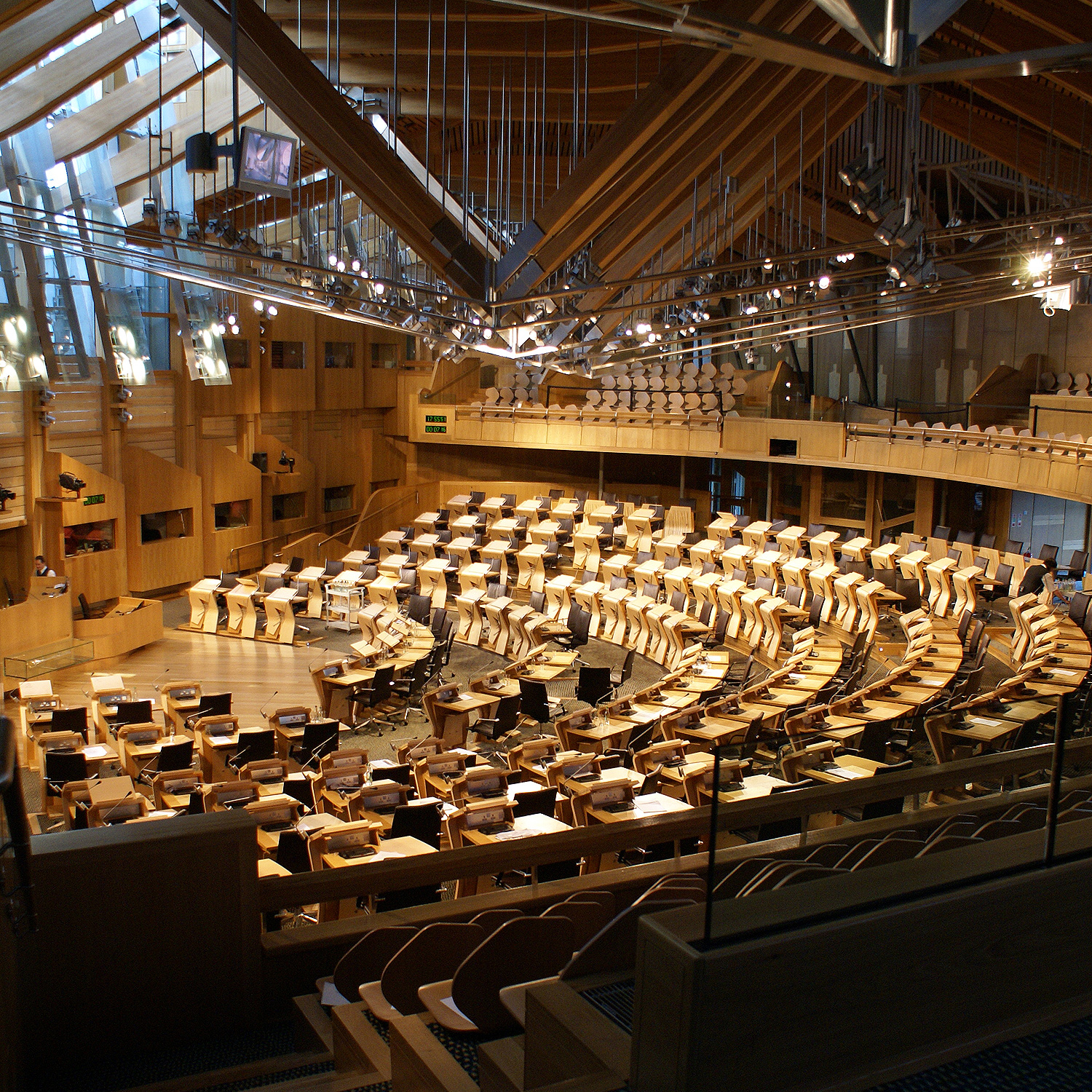
Парламент Шотландії

Шотландія, Уельс та Північна Ірландія мають свої власні органи виконавчої влади, очолювані Першим Міністром і деволюційну однопалатну законодавчу владу. Англія, найбільший регіон Великої Британії, не має ні виконавчої, ні законодавчої влади та управляється безпосередньо Британським урядом і парламентом. Ця ситуація створила так звану проблему пов'язану з тим, що депутати з Шотландії, Уельсу та Північної Ірландії можуть голосувати, і іноді мати вирішальну роль, що до питань, які стосуються Англії, котрі вирішуються делегованими законодавцями самостійно у своїх регіонах.
Шотландський Уряд і парламент мають широку автономію з усіх питань, включаючи освіту, охорону здоров'я, законодавство та місцеве самоврядування. Після перемоги на виборах 2007 року Шотландська національна партія, яка виступає за незалежність, сформувала шотландський уряд з партійним лідером Алексом Салмондом на чолі. На виборах 2011 року національна партія знову виграла й отримала більшість в Шотландському парламенті. Кабінет міністрів Північної Ірландії та Асамблея мають владу схожу з Шотландією.
Уряд Уельсу та Національна асамблея Уельсу мають менше прав, ніж Шотландія. Асамблея може видавати закони через прийняття Актів Асамблеї без необхідності додаткових дозволів. Нинішній уряд було сформовано після виборів 2011 року. Він має лейбористську адміністрацію.

### Правова система
Сполучене Королівство не має єдиної правової системи, оскільки відповідно до пункту 19 угоди про об'єднання 1706 року Шотландія зберегла свою власну правову систему. Сьогодні Велика Британія має три різні правові системи: Англійське право, право Північної Ірландії та право Шотландії. Нещодавні конституційні зміни призвели до створення Верховного суду для заміни Апеляційного комітету Палати лордів. Судовий комітет Таємної ради, до якого належать усі члени Верховного Суду, є верховним апеляційним органом для декількох незалежних країн Співдружності націй, Британських заморських територій і Коронних земель.

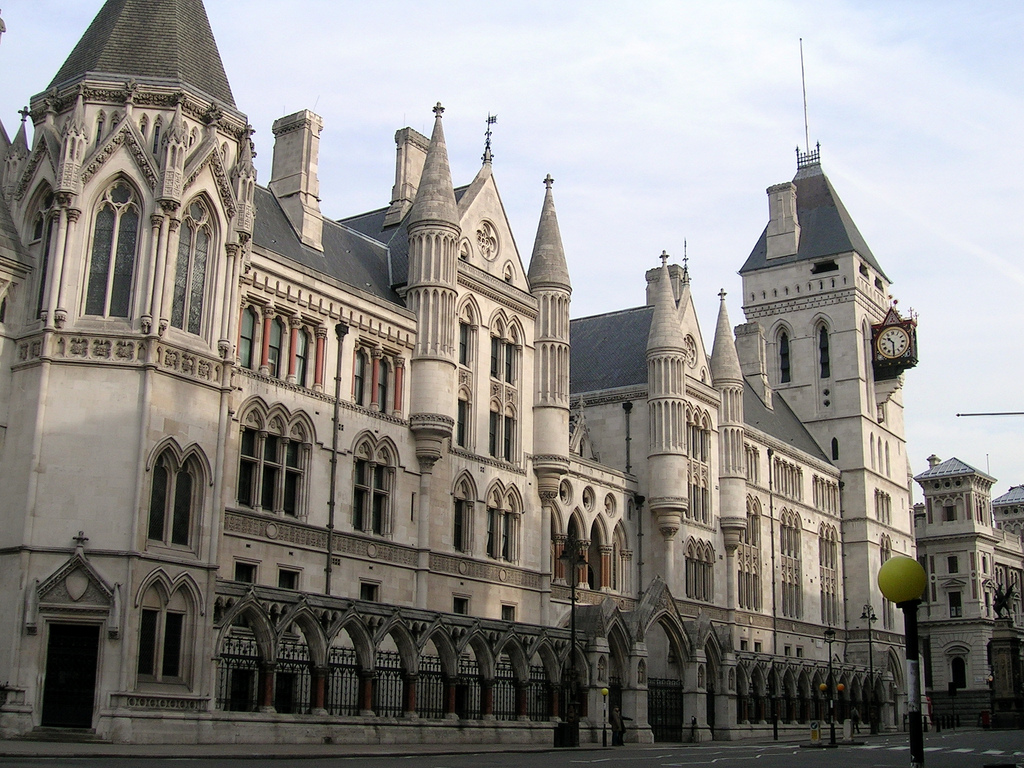
Королівський судний двір

У Великої Британії не існує єдиної писаної конституції, її заміняє сукупність актів різного характеру, а також норми загального права і деякі конституційні звичаї. Найважливішими актами, що утворюють британську конституцію є Велика хартія вольностей (1215), Габеас корпус акт, Білль про права (1689) і Акт про спадкування престолу (1701).
Велика частина правових норм, що регулюють діяльність британських компаній — корпоративне законодавство, відображена в Законі про компанії (Companies Act). Це один з найбільших актів за всю історію британського законодавства. Він складається з 1300 статей і 16 додатків, що займають близько 700 сторінок. Важливим є той факт, що Закон поширив свою дію і на територію Північної Ірландії, тобто для компаній Великої Британії та Північної Ірландії встановлений єдиний правовий режим.
Англійське право, що застосовується в Англії та Уельсі, а також Північно-Ірландське право, ґрунтуються на загальному праві. Суть загального права полягає в тому, що воно бере до уваги велику кількість прецедентів — ухвалених судом рішень у конкретних справах, які надалі стають правилами, обов'язковими до застосування в аналогічних справах усіма судами тієї ж або нижчої інстанції. Отже, загальне право створюється самими суддями в процесі судового розгляду різних справ шляхом застосування законів (статутів) та їх тлумачення. Рішення судів оголошують, записують і використовують в аналогічних судових процесах у майбутньому. Вищі суди не зобов'язані дотримуватися рішень, винесених нижчими судами, але можуть їх враховувати. Суди Англії й Уельсу очолюються Головним Судом Англії та Уельсу, що складається з Апеляційного Суду, Високого Суду Правосуддя (для цивільних справ) і Суду Корони (для кримінальних справ). Верховний суд є останньою інстанцією і для цивільних, і для кримінальних справ в Англії, Уельсі та Північній Ірландії, і будь-яке прийняте ним рішення є прикладом для будь-якого іншого суду в цих юрисдикціях, а також дуже впливає і на інші юрисдикції.
Право Шотландії є гібридом загального права і континентального права. Головними судами є Сесійний суд для цивільних справ і Вищий кримінальний суд для кримінальних справ (його рішення остаточні). Верховний суд Великої Британії служить останньою апеляційною інстанцією для цивільних справ шотландського права, але не для кримінальних. Шотландське прецедентне право унікальне тим, що в ньому існує три можливих варіанти вердикту присяжних: «винен», «не винен», і «не доведено». Два останніх є виправдувальними без можливості повторного суду, а вердикт «не доведено» також іноді жартома називають «не винен, але більше так не роби».
З 1981 по 1995 рік кількість злочинів в Англії та Уельсі сильно збільшилася, проте потім, до 2008 року, впала від свого пікового значення на 48 %. Кількість ув'язнених за цей же період практично подвоїлася, перевищивши 80 000, що означає, що Англія й Уельс мають найвище число ув'язнених у відносному вираженні в Західній Європі з показником в 147 ув'язнених на 100000 жителів. У Шотландії кількість злочинів у 2010 році скоротилося до найнижчої кількості за останні 32 роки, впавши на 10 %. Водночас кількість ув'язнених перевищила 80 тисяч, побивши всі рекордні показники.

### Зовнішня політика

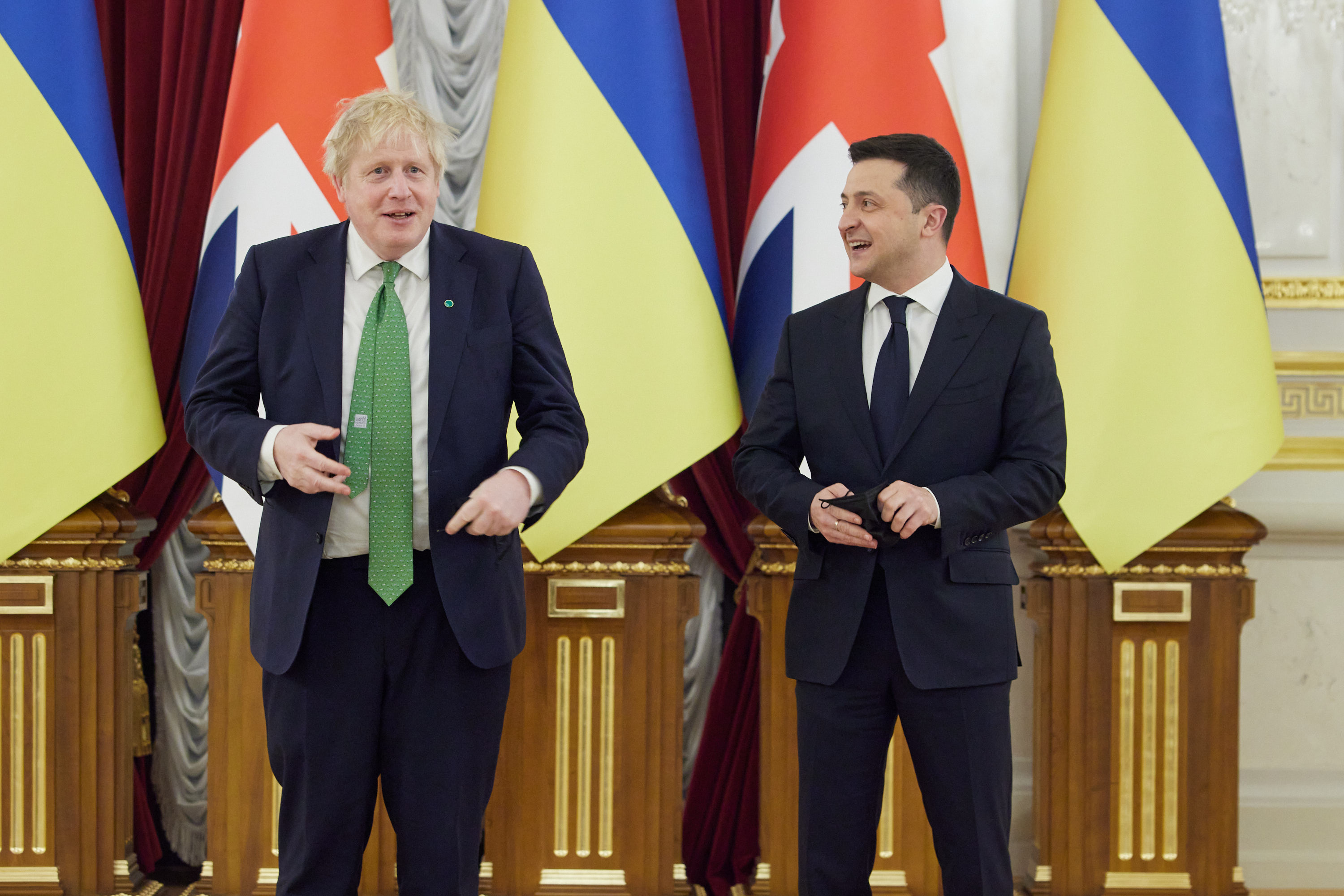
Візит прем'єр-міністра Бориса Джонсона до Києва, 1 лютого 2022 року

Велика Британія є постійним членом Ради Безпеки ООН, членом Співдружності націй, G7 (в минулому входила до G8), G20, НАТО, ОЕСР, СОТ, Ради Європи, ОБСЄ. Велика Британія має «Особливі Стосунки» зі США і близьке партнерство з Францією, а також має загальну програму ядерного озброєння з цими двома країнами. Інші близькі союзники це члени ЄС і НАТО та країни Співдружності, а також Японія. Світова присутність і вплив Британії посилюються також завдяки торговельним відносинам, іноземним інвестиціям, офіційній допомозі з метою розвитку та військовим силам.

#### Відносини з Україною
У 2014 році уряд Девіда Камерона усунувся від дипломатичних зусиль щодо врегулювання війни на Донбасі. У переговорах у нормандському форматі Сполучене Королівство участі не брало. На думку колишнього посла в Росії сера Родеріка Лайна, прем'єр-міністр Борис Джонсон був майже непомітним у кризі безпеки навколо України, і Україна як на 2021 рік майже не фігурує в британському політичному та медійному середовищі. Проте з кінця 2021 року Велика Британія почала поставки протитанкової зброї[джерело не вказане 1249 днів]. Також між Україною, Великою Британією та Польщею наразі формується тристороннє співробітництво, яке обговорювалося 1 лютого 2022 року на зустрічі президента України Володимира Зеленського, прем'єр-міністра Польщі Матеуша Моравецького та прем'єр-міністра Великої Британії Бориса Джонсона у Києві.[джерело не вказане 1249 днів]
27 квітня 2022 тодішній міністр закордонних справ Великої Британії Ліз Трасс виголосила ключову промову у Лондоні, у якій ідеться про ставлення до агресії Росії в Україні і новий підхід Великої Британії до альянсів і колективної безпеки.

## Збройні сили Великої Британії
Велика Британія має одну з найтехнологічніших і добре навчених армій у світі та на 2008 рік мала близько 20 військових баз в усьому світі.
Збройні сили Великої Британії складаються з трьох професійних видів військ: Королівського флоту та Королівської морської піхоти (які разом утворюють Військово-морські сили), Британської армії та Королівських повітряних сил. Збройні сили Сполученого Королівства управляються Міністерством оборони та контролюються Радою оборони, яку очолює Державний секретар з питань оборони. Головнокомандувачем Британських Збройних сил є британський монарх, король Чарльз (Карл) III, якому військовослужбовці присягають на вірність.
Збройні сили відповідають за захист Великої Британії та її заморських територій, просування глобальних інтересів безпеки країни та підтримку міжнародних миротворчих операцій. Вони є активними та постійними учасниками НАТО (включаючи Об'єднаний корпус швидкого реагування), Угоди про оборону п'яти держав, RIMPAC та інших міжнародних коаліційних операцій. Британія підтримує зарубіжні гарнізони та військові об'єкти на острові Вознесіння, в Бахрейні, Белізі, Брунеї, Канаді, на Кіпрі, острові Дієго-Гарсія, Фолклендських островах, у Німеччині, Гібралтарі, Кенії, Омані, Катарі та Сінгапурі.
На початок 2024 року на службі Збройних сил Великої Британії перебувало 144 400 військовослужбовців: Британська армія — 80 350, ПС — 31 700, Флот — 32 350.
За даними Стокгольмського міжнародного інституту досліджень проблем миру та Міжнародного інституту стратегічних досліджень, Велика Британія займає четверте або п'яте місце у світі за рівнем військових витрат. Загальні витрати на оборону у 2024 році оцінюються в 2,3 % ВВП. Після закінчення Холодної війни оборонна політика Великої Британії базується на припущенні, що «найбільш складні операції» здійснюватимуться в рамках коаліції.

## Економіка

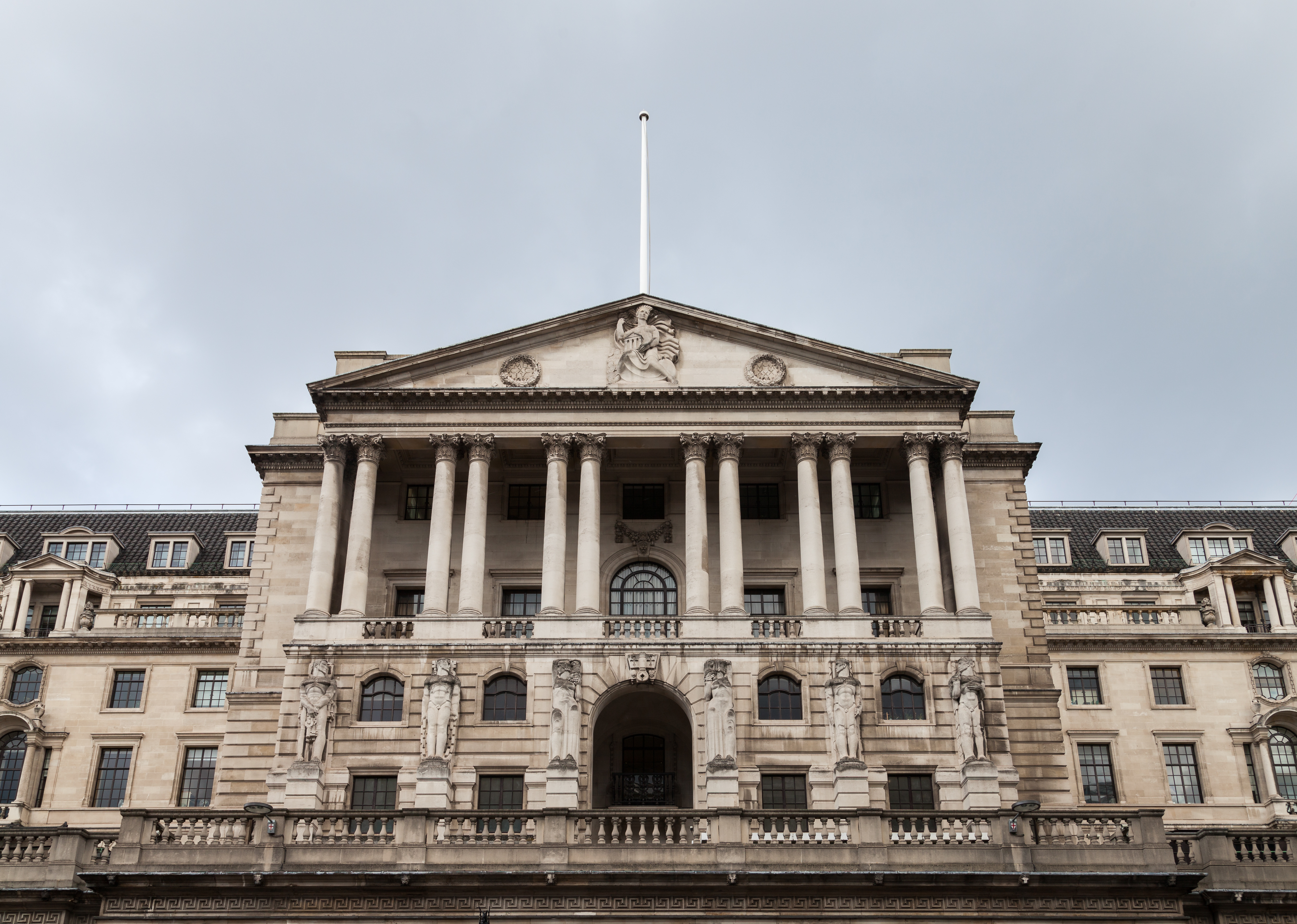
Банк Англії

Велика Британія — одна з найбільш економічно високорозвинених індустріальних країн світу.
Провідна економіка у сфері фінансових послуг, фармакологічної та військової промисловості. Стабільні ТНК. Високоточні технології й хайтек (телекомунікації й біотехнології). Видобуток нафти й газу з Північного моря. Інновації в розробках програмного забезпечення. Гнучкі умови праці. Успішно уловлює тенденції в зниженні курсів валют. Низьке безробіття (у 2004 р. 4 %).
Основні галузі промисловості: машинобудівна, електрообладнання та автоматика, корабле- та авіабудівна, електроніка, металургія, хімічна, вугільна, нафтова, паперова, харчова, текстильна, легка промисловість. Розвинуті всі види сучасного транспорту. Головні порти: Лондон, Ліверпуль, Манчестер, Мілфорд-Гейвен, Галл, Саутгемптон, Іммінгем.
Виробництво електроенергії: бл. 305 млрд кВт•год (1992), головним чином на ТЕС. Структура енергозабезпечення країни на початку XXI ст.: природний газ — 37 %; нафта — 35 %, вугілля — 16 %, атомна енергія — 11 %, інше — 1 %.
Країна вийшла з Другої Світової Війни військовим переможцем, але з ослабленим промисловим сектором. Післявоєнне відновлення було відносно повільне і зайняло приблизно 40 років. Британська економіка значно поліпшила свою конкурентоспроможність після 1973 р. через членство в Європейських Співтовариствах (зараз Європейський Союз [ЄС]). Темпи економічного зростання в 1990-х можна було порівняти з іншими індустріальними країнами.
Протягом 1980-х консервативний уряд Маргарет Тетчер переслідував приватизацію (денаціоналізацію) державних корпорацій, які були націоналізовані попередніми урядами. Приватизація, що супроводжується поширенням неспокою серед робітників, призвела до втрати десятків тисяч робочих місць в кам'яновугільних шахтах і секторах важкої промисловості. Протягом 1980-х і 90-х, невідповідність прибутку також зросла. Безробіття і темпи інфляції були поступово зменшені, але все ж залишалися високими до кінця 1990-х. Роль країни як головного світового фінансового центру залишалась джерелом економічної сили. Окрім того, експлуатація офшорного природного газу починаючи з 1967 р. та нафти з 1975 в Північному морі скоротила залежність країни від вугілля та імпортної нафти та забезпечили подальше економічне зростання.
ВВП за 2006 становив 2,151 трлн дол.; за 2007 — 2,215 трлн дол.; за 2008 — 2,231 трлн дол. ВВП Великої Британії у I кварталі 2009 року скоротився на 1,9 відсотка в порівнянні з попереднім кварталом, що стало рекордним падінням за останні 30 років. У IV кварталі 2008 року падіння ВВП країни склало 1,6 %.
Економічно активне населення становить 31,2 млн ос. У сільському господарстві зайняте 1,4 % населення, в промисловості — 18,2 % населення, у сфері послуг — 80,4 % населення. Рівень безробітних — 5,5 %. Грошова одиниця — фунт стерлінгів = 100 пенсів.
Річний дохід бюджету становить 1,107 трлн дол.; річна витрата бюджету становить 1,242 трлн дол. Інвестиції в економіку становлять 16,7 % від ВВП. Рівень інфляції за 2008 склав 3,8 %.
Експорт за 2008 склав 468,7 млрд дол. Експорт: машини і устаткування, нафта і нафтопродукти, автомобілі, озброєння, хімічні продукти, медичні препарати, продовольство. Експортні партнери:
- США — 14,2 %
- Німеччина — 11,1 %
- Франція — 8,1 %
- Ірландія — 8 %
- Нідерланди — 6,8 %
- Бельгія — 5,3 %
- Іспанія — 4,5 %
- Італія — 4,1 %.

Імпорт за 2008 склав 645,7 млрд дол. Імпорт: готові промтовари, машини і устаткування, сировина, метали, харчові продукти. Партнери по імпорту:
- Німеччина — 14 %
- США — 8,6 %
- Китай — 7,3 %
- Нідерланди — 7,3 %
- Франція — 6,9 %
- Бельгія — 4,7 %
- Норвегія — 4,7 %
- Італія — 4,2 %.

Країна посіла сьоме місце в рейтингу Світового банку «Doing Business» за 2013 рік.

### Сільське господарство
Сполучене Королівство відрізняється, навіть серед країн західної Європи, малою часткою населення (близько 2 %), зайнятого в сільському господарстві. Британське сільське господарство інтенсивне та комерційне, з високим рівнем механізації. Його підтримка спочатку національною політикою, а згодом і Спільною сільськогосподарською політикою ЄС (англ. Common Agricultural Policy, CAP), призвела до того, що продуктивність виробництва деякої сільськогосподарської продукції перевищила попит. Зайнятість в сільському господарстві поступово знизилася, а, із запровадження політики скорочення надлишків, ця тенденція, ймовірно, продовжуватиметься. Британський уряд вживає заходи, щоб створити можливості альтернативного працевлаштування в сільських областях, особливо в тих, що віддалені від міст. Площі сільськогосподарських угідь (близько три чверті загальної площі країни) також зменшилися, і частина орної землі пішла під пасовища.
Офіційна сільськогосподарська політика узгоджувалась з ЄСП і була покликана покращити продуктивність, гарантувати стійкість ринку та забезпечити виробникам сприятливий рівень життя, а також, щоб гарантувати постачання товарів споживачам за прийнятну ціну. Щоб досягти цих цілей, ЄСП надавала систему мінімальних цін для місцевих товарів і оподаткувань на імпорт, щоб підтримати внутрішні ціни. Експорту сприяли субсидії, які оплачували різницю між світовою ринковою ціною і ціною Європейського Союзу. Для деяких товарів, в особливості для яловичини й баранини, були додаткові платежі, які виплачувались безпосередньо виробникам. Пізніші політики включали квоти на молоко, сухопутні державні резерви та опору на ціновий механізм як регулятор.
Найголовніші сільськогосподарські культури — пшениця, ячмінь, овес, цукрові буряки, картопля та ріпак. Тоді як істотний відсоток пшениці, ячменю та ріпаку йдуть на корм тваринам, багато із залишку обробляється для людського споживання. Сполучене Королівство досягло високого рівня самостійності у виробництві основної сільськогосподарської продукції, за винятком цукру та сиру.

### Лісництво
Майже одна десята частина сухопутної території Сполученого Королівства віддана під лісівництво. Комісія Лісівництва підтримується урядом і керує майже половиною всіх лісів, а решта — переважно в приватних руках. Місцеве виробництво лісоматеріалу забезпечує менш ніж одну п'яту частину попиту Сполученого Королівства. Більшість нових насаджень — хвойні ліси в нагірних областях, але комісія заохочує посадку широколистих дерев.

### Рибальство
Хоча Сполучене Королівство — одна із провідних держав Європи за виловом риби, риболовна промисловість була в тривалому занепаді. Рибальські межі були розширені до 200 морських миль (370 км) від берега в середині 1970-х. Рибна промисловість Британії зараз забезпечує тільки половину повного попиту країни. Найголовніша для вилову риба — тріска, пікша, макрель, мерлан і камбала, також молюски, зокрема норвезькі омари, омари, краби та устриці.

### Транспорт

Аеропорт Хітроу

Дорожня мережа Британії досягає 29 145 миль (46 904 км) магістралей, 2173 миль (3497 км) шосе і 213 750 миль (344 000 км) автодоріг. Кругова дорога M25 навколо Лондона є найбільшою та найзавантаженішою у світі. У 2009 році у Великої Британії налічувалося 34 мільйони автомобілів.
Велика Британія має залізничну мережу завдовжки 10 072 миль (16 209 км) у Великій Британії та 189 миль (304 км) у Північній Ірландії. Залізниці в Північній Ірландії перебувають у віданні NI Railways, дочірньої компанії державної Translink. У Великій Британії мережа British Rail була приватизована в період між 1994 і 1997. Близько 20 приватних (в тому числі: Deutsche Bahn; SNCF і Nederlandse Spoorwegen) компаній обслуговують в середньому 18000 пасажирських поїздів на добу. Також щоденно курсує близько тисячі вантажних потягів.
З жовтня 2009 року по вересень 2010 року аеропорти країни опрацювали 211,4 млн пасажирів. У цей період найбільшими аеропортами були Лондонський аеропорт Хітроу (65,6 млн пасажирів), Гатвік (31,5 млн пасажирів) і Станстед (18,9 млн пасажирів). Хітроу, розташований в 15 милях (24 км) на захід від столиці, приймає більше міжнародних пасажирських перевезень ніж будь-який аеропорт у світі. Тут базується національна авіакомпанія British Airways та Virgin Atlantic.

### Енергетика

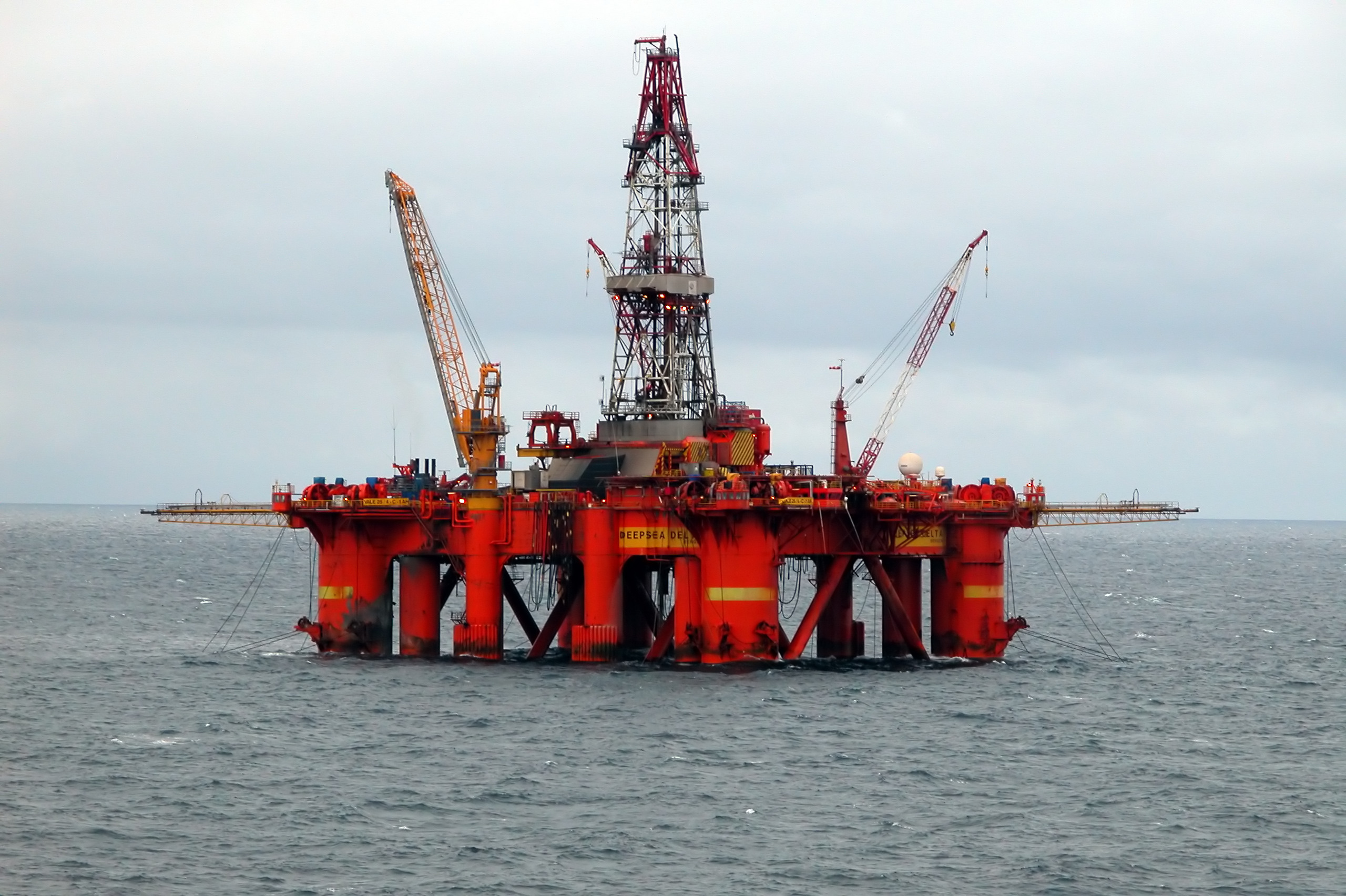
Нафтова платформа у Північному морі

Британія має більше важливих енергетичних ресурсів, ніж більшість країн Європейського Союзу, в особливості нафту, природний газ і вугілля. Вугілля, колись важливий ресурс для британської економіки, зараз стало зменшуватися у важливості. У порівнянні з піковим 1913 роком, коли понад один мільйон працівників видобув понад 300 мільйонів тонн вугілля, поточний видобуток впав на більше, ніж на чотири-п'ятих, з навіть більшим скороченням робочої сили. Електростанції — головні споживачі вугілля, але зі зростанням використання інших видів палива видобуток вугілля зменшився.
У 2006 році Велика Британія була дев'ятим найбільшим у світі споживачем енергії і 15 за величиною виробником. Королівство є батьківщиною для цілого ряду великих енергетичних компаній, у тому числі двох з шести світових гігантів — ВР та Royal Dutch Shell, а також BG Group. 2011 року 40 % електроенергії у Великої Британії виробили за допомогою газу, 30 % вугіллям, 19 % атомною енергетикою, а 4,2 % енергією вітру, гідроенергетикою, біопаливом і відходами. Альтернативна енергетика значно збільшує свою долю в енергосистемі країни (від 1,5 % у 2008 до 15 %, причому у вітряні дні ВЕС виробляють до 40 % електроенергії, станом на 2018 рік). Цьому сприяють збудовані на узбережжі та в морі вітрові електростанції. За рівнем розвитку вітроенергетики Велика Британія поступається у Європі хіба що Нідерландам і Данії. ВЕС Лондон-Аррай — найбільша ВЕС у Європі на 2013 рік, на 2020 заплановане відкриття ще більшої ВЕС — Hornsea Project Two, потужність котрої складе 1,8 ГВт і котра є продовження проєкту Hornsea Project One потужністю 1,2 ГВт. 2017 року в країні запустили найбільші на той час у світі вітрові електростанції заввишки 195 м.
У 2009 році Велика Британія виробляла 1,5 млн барелів нафти на добу і споживала 1,7 млн. Виробництво наразі зменшується, і країна імпортує сировину з 2005 року. 2009 року країна була тринадцята за видобутком природного газу у світі та найбільшим виробником в ЄС. Видобуток вугілля відіграв ключову роль в економіці Великої Британії в 19 і 20 століттях. У середині 1970-х років 130 млн тонн вугілля видобувалося щорічно, ця позначка не падала нижче 100 млн тонн до початку 1980-х років. У 1980-х і 1990-х роках промисловість значно скоротилася. 2011 року вироблено 18,3 млн тонн вугілля.
Наприкінці 1990-х років атомні електростанції виробляли близько 25 % електроенергії, але ця цифра поступово знижується. 2012 року працювало 16 реакторів, які виробляли приблизно 19 % електроенергії. Усі, крім одного з реакторів, будуть списані до 2023 року, на відміну від Німеччини та Японії, Велика Британія має намір у 2018 почати будувати нове покоління ядерних фабрик.
Сполучене Королівство має відносно обмежені запаси економічно цінних мінеральних ресурсів. Тут видобувають деякі важливі метали, в особливості олово, яке забезпечує місцевий попит наполовину, і цинк. Є достатні постачання неметалічних мінералів, зокрема піску, гравію, вапняку, доломіту, крейди, сланцю, бариту, тальку, глини та глинистого сланцю.

## Культура
Культура Сполученого Королівства багата і різноманітна. Вона значною мірою впливає на культуру у світовому масштабі. Велика Британія має сильні культурні зв'язки зі своїми колишніми колоніями, особливо з тими державами, де англійська мова є державною. Значний внесок в британську культуру за останні півстоліття внесли іммігранти з Південної Азії та з країн Карибського басейну. У процесі формування Сполученого Королівства до його складу увійшли колишні незалежні держави, які відрізняються культурами і які слід розглядати окремо.

### Символи

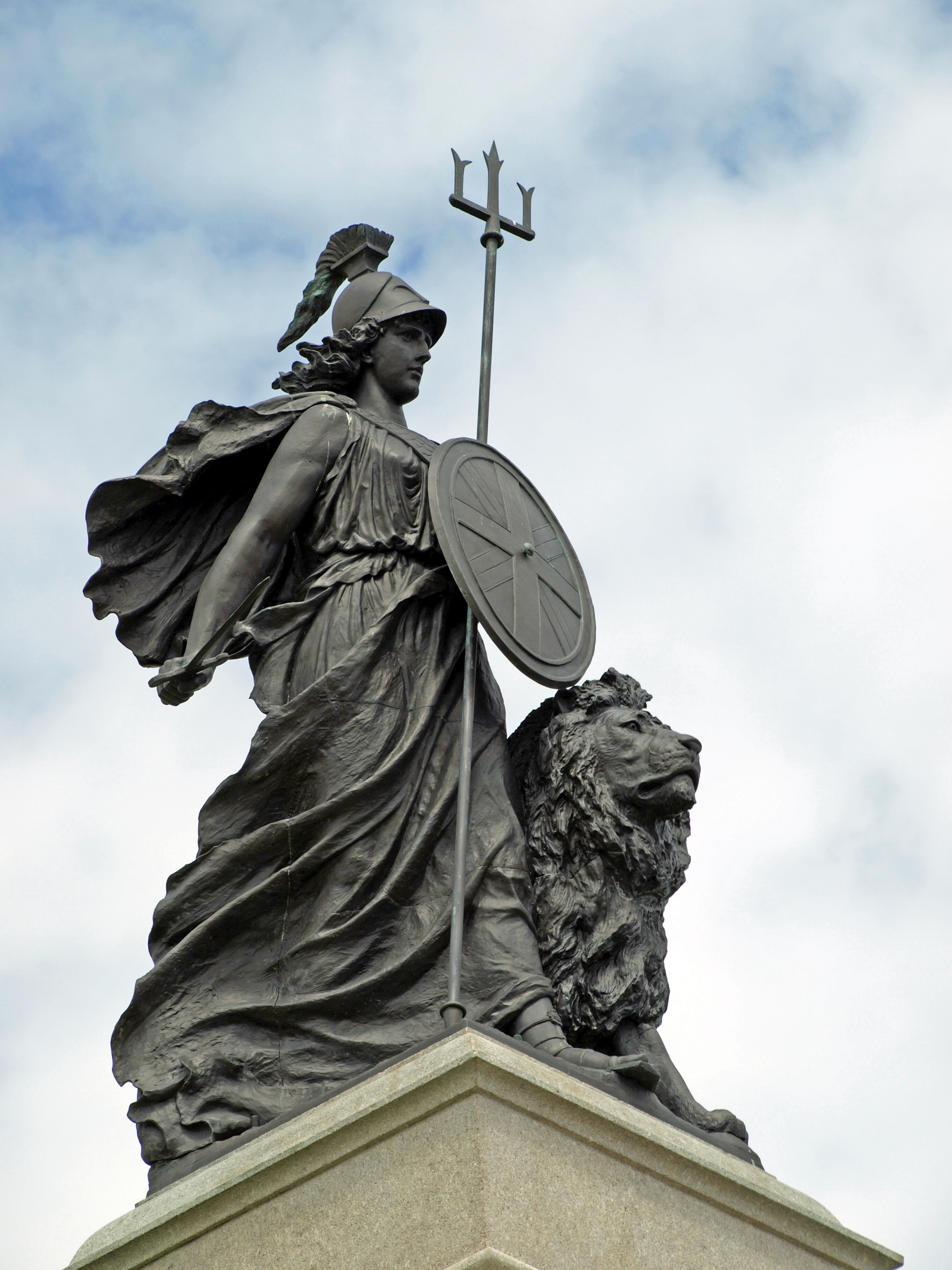
Британія

Прапор Великої Британії це Союзний Прапор (також знаний як Юніон Джек). Він був створений у 1606 році шляхом поєднання прапорів Королівства Англія та Королівства Шотландія, оновлений у 1801 додаванням прапора Святого Патрика. Уельс не представлений на Юніон Джеку, тому що регіон був завойований і приєднаний до Королівства Англія до формування Сполученого Королівства. Можливість зміни прапору іноді обговорюється у суспільстві. Гімном Сполученого Королівства є «Боже, бережи короля», слово «короля» замінюється на «королеву» якщо монархом є жінка.
Британія є національним уособленням Сполученого Королівства, що походять з Римської Британії. Британія зображається як молода жінка з каштановим або золотистим волоссям, одягнена в Коринфський шолом і білий одяг. Вона тримає тризуб Посейдона, щит та Прапор Союзу. Іноді вона зображується сидячи на спині у лева. У золоті часи Британської імперії наприкінці XIX століття, Британія часто була пов'язана з британським морським пануванням, це відображено в патріотичній пісні «Прав, Британіє, морями». До 2008 року лев був зображений за Британією на монеті номіналом п'ятдесят пенсів і на обороті британської дясятипенсової монети. Його також використовують як символ нецеремоніального прапора британської армії. Бульдога іноді використовують як символ Сполученого Королівства і він пов'язаний з викликом Вінстона Черчилля нацистській Німеччині.

### Філософія
Велика Британія славиться традиціями «британського емпіризму», гілкою філософії пізнання, яка свідчить, що тільки знання перевірені досвідом є справедливими, і «Шотландською філософією», яку іноді називають «шотландською школою здорового глузду». Найвідоміші філософи британського емпіризму це Джон Локк, Джордж Берклі і Девід Юм; в той час як Дугалд Стюарт, Томас Рід і Вільям Гамільтон є основними представниками шотландської школи. Два британці також примітні теоріями моральної філософії утилітаризму, вперше використаної Джеремі Бентамом, а пізніше Джоном Стюартом Міллем в його короткій роботі утилітаризму. Інші видатні філософи з Великої Британії це Дунс Скот, Джон Лілберн, Мері Волстонкрафт, сер Френсіс Бекон, Адам Сміт, Томас Гоббс, Вільям Оккам, Бертран Рассел.

### Кінематограф
Велика Британія має великий вплив на історію кінематографа. Британські режисери Альфред Хічкок і Девід Лін вважаються одними з найпопулярніших режисерів в історії, а серед інших відомих режисерів можна відзначити Чарлі Чапліна, Майкла Пауелла, Керола Ріда і Рідлі Скотта. Багато британських акторів здобули світову популярність і визнання, включаючи Джулі Ендрюс, Річарда Бартона, Майкла Кейна, Шона Коннері, Вів'єн Лі, Девіда Найвена, Лоуренса Олів'є, Пітера Селлерса і Кейт Уінслет. Деякі з найуспішніших у світі в комерційному плані фільмів також були створені у Великій Британії, серед яких і найприбутковіші у світі серії фільмів (Гаррі Поттер і Джеймс Бонд). Ealing Studios претендує на звання найстарішої працюючої кіностудії у світі.
Незважаючи на велику та успішну історію, британська індустрія часто характеризується суперечками про наявність її індивідуальності, американський і європейський вплив. Багато британських фільмів створювалося разом з американськими продюсерами, в них часто знімаються американські актори, а британські актори часто знімаються в Голлівуді. Багато успішних голлівудських фільмів ґрунтуються на британцях, літературі чи подіях, як, наприклад, Титанік, Володар перснів та Пірати Карибського моря.
У 2009 році британські фільми зібрали 2 мільярди доларів в усьому світі, отримавши 7 % частку ринку у світі та 17 % всередині самої Великої Британії. Всього в касах Великої Британії зібрали близько 944 мільйонів фунтів у 2009 році при 173 мільйонах відвідувань кінотеатрів.
Британський інститут кіно склав рейтинг 100 найкращих, на їх думку, британських фільмів. Щорічна премія BAFTA вручається Британською академією телебачення та кіномистецтва.

### Медіа
BBC, заснована в 1922 році, державне радіо, телебачення та Інтернет корпорація у Великої Британії, є найстарішим і найбільшим мовником у світі. Вона транслює безліч телевізійних і радіомовних станцій у Великої Британії та за кордоном, побутові послуги фінансуються телевізійною ліцензією. Інші великі ЗМІ це ITV і News Corporation, котрій належить ряд національних газет, як-от найпопулярніший таблоїд The Sun, а також The Times.
У 2009 році підрахували, що англійці в середньому 3,75 години на день дивляться телебачення і 2,81 години слухають радіо. Продажі газет впали з 1970 і у 2009 42 % людей повідомили, що читають щоденні газети. У 2010 році 82,5 % населення Великої Британії були під'єднані до інтернету, за цим показником Британія є одним зі світових лідерів.

### Довідники
- Велика Британія, Сполучене Королівство Великої Британії і Північної Ірландії // Енциклопедія сучасної України / ред. кол.: І. М. Дзюба [та ін.] ; НАН України, НТШ. — К. : Інститут енциклопедичних досліджень НАН України, 2001–2025. — ISBN 966-02-2074-X.
- ВЕЛИКА БРИТАНІЯ // Енциклопедія історії України : у 10 т. / редкол.: В. А. Смолій (голова) та ін. ; Інститут історії України НАН України. — К. : Наукова думка, 2003—2019. — ISBN 966-00-0632-2.
- Велика Британія // Юридична енциклопедія : [у 6 т.] / ред. кол.: Ю. С. Шемшученко (відп. ред.) [та ін.]. — К. : Українська енциклопедія ім. М. П. Бажана, 1998—2004. — ISBN 966-749-200-1.
- Велика Британія: географія, історія, культура: [навч. посіб.] / С. П. Мовчан, Г. М. Кипаренко. — Л. : ПАІС, 2012. — 494, [8] c. — Бібліогр.: с. 474—480 — укр.

### Представництва
- https://uk.mfa.gov.ua/
- https://www.facebook.com/ukraine.in.uk
- https://twitter.com/UkrEmbLondon

### Новини
- Ядерна зброя та глобальні амбіції: як Велика Британія повертається у вищу лігу [Архівовано 14 листопада 2021 у Wayback Machine.]
- Британці допомагають нам закласти основу нового українського флоту ‒ військовий експерт Михайло Самусь [Архівовано 15 травня 2022 у Wayback Machine.]

### Інше
- (англ.) The Geograph® Britain and Ireland [Архівовано 3 березня 2016 у Wayback Machine.] — фотопроєкт, спрямований на збір географічно репрезентативних фотографії та інформації для кожного квадратного кілометра Великої Британії та Ірландії.